# Tacken
Tacken is een plaats in de Duitse gemeente Groß Pankow (Prignitz), deelstaat Brandenburg, en telt 76 inwoners (2016).

## Geboren in Tacken
- Erhard Hübener (1881 - 1958), politicus